# Triết học chính trị

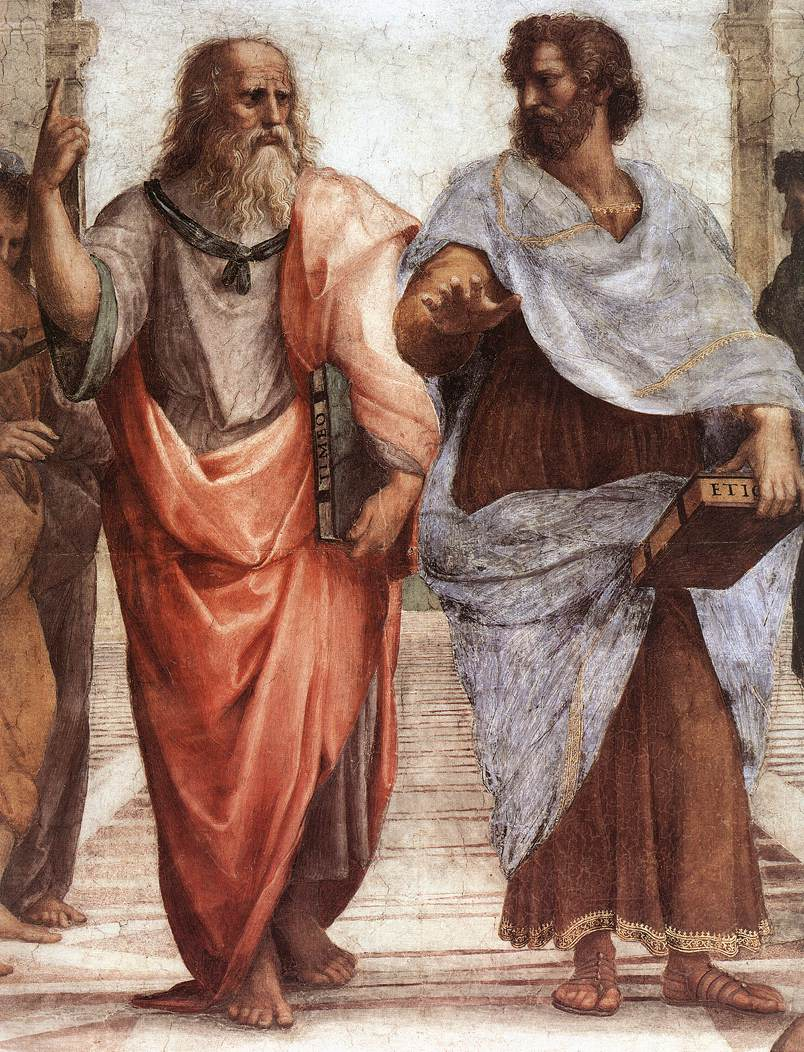
Plato (trái) và Aristotle (phải), từ một bức tranh tường vẽ bởi Raphael.

Triết học chính trị hay Lý luận chính trị là một ngành triết học nghiên cứu về các vấn đề cơ bản liên quan đến nhà nước, chính quyền, chính trị, tự do, công lý, tài sản, quyền, luật và việc thực thi luật pháp bởi các cơ quan thẩm quyền. Mục tiêu nghiên cứu của triết học chính trị nhằm lý giải về mối quan hệ cũng như sự tồn tại của các vấn đề trên một cách thấu đáo bởi các nhà triết học; cụ thể là trả lời các câu hỏi như những yếu tố kể trên là gì, tại sao lại phải có chúng, cái gì khiến cho chính quyền là hợp pháp, những quyền và tự do nào cần được bảo vệ và tại sao, luật pháp là gì và khi nào có thể hủy bỏ luật một cách hợp lẽ.
Trong ngôn ngữ thông thường, "triết học chính trị" chỉ có nghĩa chỉ quan điểm chung, hoặc niềm tin hay thái độ đạo đức cụ thể về chính trị mà không nhất thiết thuộc về chuyên ngành nào của triết học.

## Chủ đề
Chủ đề của triết học chính trị bao gồm: 
- Định nghĩa của các khái niệm về chính trị
- Lý giải về trật tự chính trị
- Xác định và lý giải các nguyên tắc chính sách quan trọng, chẳng hạn như quyền tự do hay công lý
- Biện minh và hạn chế quyền lực chính trị và tính chính danh của nó
- Biện minh mô hình trật tự chính trị (xem triết lý nhà nước)
- Giải thích và thực thi nhân quyền
- Biện minh và đảm bảo sự bao dung và bảo vệ các nhóm thiểu số
- Sự tham gia của các công dân trong chính trị và xã hội
- Biện minh và bảo vệ các nguyên tắc đạo đức trong xã hội
- Xác định giá trị của hành động công cộng và hạnh phúc cá nhân
- Xác định mối quan hệ giữa chính trị và đạo đức
- Xác định mối quan hệ giữa chính trị và bạo lực
- Các vấn đề về công bằng xã hội
- Các vấn đề về quan hệ quốc tế và gìn giữ hòa bình

## Lịch sử của triết học chính trị

### Thời cổ đại

#### Triết học phương Tây
Như là một lãnh vực học thuật, triết học chính trị phương Tây bắt nguồn từ thời Hy Lạp cổ đại, khi các thành bang đang
thử nghiệm với nhiều hình thức tổ chức chính trị khác nhau bao gồm chế độ quân chủ, độc tài, quý tộc, thủ lĩnh, và dân chủ. Một trong những tác phẩm kinh điển quan trọng nhất của triết học chính trị là cuốn Cộng hòa của Plato theo sau bởi Chính trị của Aristotle và Đạo đức Nichomachean. Triết học chính trị La Mã bị ảnh hưởng bởi những người theo chủ nghĩa Khắc kỷ Stoic, và những bài viết về triết học chính trị của nhà quý tộc La Mã Cicero, diễn đạt rõ ràng những tư tưởng Stoic.

#### Triết học phương Đông
Một cách độc lập, những đại biểu tư tưởng của Nho giáo như Khổng Tử, Mạnh Tử, Mặc Tử và những người theo trường phái Pháp gia ở Trung Quốc cũng như Luật lệ của Manu và Chanakya ở Ấn Độ đều tìm kiếm các phương tiện để bảo đảm sự thống nhất và ổn định về chính trị. Nho gia Trung Quốc chủ trương xây dựng xã hội ổn định thông qua việc giáo dục đạo đức và cai trị bằng nhân nghĩa, trong khi Pháp gia thì muốn làm điều đó thông qua luật pháp. Ở Ấn Độ, Chanakya, trong tác phẩm Arthashastra, đã phát triển một quan niệm giống như Pháp gia và Niccolò Machiavelli.
Văn minh Trung Quốc và Ấn Độ cổ đại giống như văn minh Hy Lạp có nền văn hóa thống nhất giữa các quốc gia cạnh tranh lẫn nhau. Ở Trung Quốc, các triết gia thấy mình có nghĩa vụ đối đầu với những vấn đề chính trị xã hội, và đi tìm giải pháp cho những cuộc khủng hoảng mà nền văn minh của họ đang gặp phải. Nho gia giải quyết các vấn đề chính trị - xã hội dựa trên cơ sở đạo đức trong khi các trường phái khác có thể không tính đến khía cạnh đạo đức trong học thuyết của họ. Tầng lớp cai trị Trung Quốc dần dần chấp nhận triết lý Nho giáo như là hệ tư tưởng chính thống cho nền chính trị của họ.

### Thời kỳ vàng son hồi giáo

#### Mutazilite vs. Asharite
Sự trỗi dậy của Hồi giáo, dựa trên cả Qur'an và Muhammad thay đổi mạnh mẽ các cân đối quyền lực và nhận thức về nguồn gốc của quyền lực trong khu vực Địa Trung Hải. Triết lý tiền Hồi giáo nhấn mạnh một liên kết không lay chuyển được giữa khoa học và tôn giáo, và quá trình ijtihad để tìm sự thật có hiệu lực đối với tất cả triết lý "chính trị" vì nó có ý nghĩa thực sự cho việc quản trị. Quan điểm này đã được thử thách bởi các triết gia phái Mutazilite "duy lý", những người có quan điểm theo triết lý Hy Lạp nhiều Hellenic xem, lý lẽ đứng trên mặc khải, và khi đó được biết đến với các học giả hiện đại như là những nhà thần học đầu tiên của đạo Hồi; họ đã được hỗ trợ bởi một tầng lớp quý tộc thế tục muốn tìm tự do hành động độc lập của Khalifah. Tuy nhiên, đến thời kỳ hậu cổ đại, quan điểm "truyền thống" Asharite của Hồi giáo nói chung đã chiến thắng. Theo như những nhà triết gia Asharite, lý lẽ phải phụ thuộc vào kinh Koran và Sunna.
Triết lý chính trị Hồi giáo, như vậy, bắt nguồn từ những nguồn Hồi giáo nguyên thủy thí dụ như Qur'an và Sunnah, những lời nói và thực hành của Muhammad, và như thế làm cho nó về bản chất rẩt là thần quyền. Tuy nhiên, trong tư tưởng Tây phương, nó thường cho rằng đó là một lãnh vực cụ thể khác biệt chỉ dành cho các nhà triết học vĩ đại của Hồi giáo: al-Kindi (Alkindus), al-Farabi (Abunaser), Ibn Sina (Avicenna), Ibn Bajjah (Avempace), Ibn Rushd (Averroes), và Ibn Khaldun. Các khái niệm chính trị của Hồi giáo như kudrah (quyền lực), sultan, Ummah, cemaa (nghĩa vụ) và ngay cả những từ "cốt lõi" trong kinh Qur'an, như ibadah (thờ phượng), din (tôn giáo), rab (bậc thầy) và ilah (thần thánh) được lấy làm cơ sở để phân tích. Do đó, không chỉ các ý tưởng của các nhà triết học chính trị Hồi giáo nhưng cũng có nhiều luật gia và Ulama khác đặt ra những ý tưởng chính trị và lý thuyết. Ví dụ, những ý tưởng của Khawarij trong những năm ban đầu của lịch sử Hồi giáo về Khilafah và Ummah, hoặc của Hồi Giáo Shia trên khái niệm về Imamah được coi là bằng chứng về tư tưởng chính trị. Các cuộc đụng độ giữa Hồi giáo Sunni và Hồi giáo Shia trong các thế kỷ thứ 7 và thứ 8 đã có tính cách chính trị chính cống.

#### Ibn Khaldun
Học giả Ả Rập trong thế kỷ thứ 14 Ibn Khaldun được coi là một trong những nhà học thuyết chính trị vĩ đại nhất. Nhà triết gia, nhân chủng học người Anh Ernest Gellner xem định nghĩa của Ibn Khaldun về chính phủ, "... một tổ chức mà ngăn cản bất công khác hơn như nó cam kết chính nó," là hay nhất trong lịch sử của lý thuyết chính trị. Đối với Ibn Khaldun, chính phủ nên được hạn chế đến mức tối thiểu cho là một điều ác cần thiết, đó là những hạn chế của những người đàn ông bởi những người đàn ông khác.

### Châu Âu Trung cổ
Triết lý chính trị ở châu Âu thời Trung cổ bị ảnh hưởng nặng nề bởi tư tưởng Kitô giáo. Nó có nhiều điểm tương đồng với các tư tưởng Hồi giáo Mutazalite, cho rằng người Công giáo Rôma dù triết lý phụ thuộc vào nền thần học nhưng lý trí không lệ thuộc vào mặc khải, chỉ trong trường hợp mâu thuẫn, lý trí trực thuộc đức tin như phái Asharite của đạo Hồi. Các nhà triết gia bằng cách kết hợp triết lý của Aristotle với Kitô giáo của Thánh Augustine nhấn mạnh tiềm năng hài hòa vốn có trong lý trí và sự mặc khải. Có lẽ các nhà triết học chính trị có ảnh hưởng nhất của thời trung cổ châu Âu là Thánh Thomas Aquinas đã giúp giới thiệu lại các công trình của Aristotle, mà chỉ được chuyển đến Công giáo châu Âu thông qua Hồi giáo Tây Ban Nha, cùng với những bài bình luận của Averroes. Sử dụng chúng Aquinas đã lập chương trình nghị sự cho triết lý chính trị kinh viện chi phối tư tưởng châu Âu trong nhiều thế kỷ cho đến thời kỳ Phục hưng.
Các nhà triết học chính trị Trung cổ, như Aquinas trong Summa Theologica, phát triển ý tưởng rằng một vị vua, mà trở thành một bạo chúa, thì không còn là một nhà vua, và như vậy có thể bị lật đổ.
Thánh Augustine
Triết học Kitô giáo buổi ban đầu của Augustine xứ Hippo đa số là viết lại những gì của Plato trong ngữ cảnh Kitô giáo. Thay đổi chính mà các tư tưởng Kitô giáo đem lại là làm nhẹ đi chủ nghĩa Khắc kỷ (Stoicism) và lý thuyết về công bằng của xã hội La Mã, và nhấn mạnh vai trò của nhà nước trong việc thực hiện sự khoan dung như là một ví dụ về đạo đức. Augustine cũng truyền dạy rằng một người không phải là thành viên của thành phố mà anh ta đang sống, nhưng là một công dân của Thành phố của Thượng đế (Civitas Dei) hoặc là một công dân của Thành phố của loài người (Civitas Terrena). Cuốn sách Thành phố của Thượng đế của Augustine là một tác phẩm có nhiều ảnh hưởng trong thời kì đó, một tác phẩm phản biện lại
việc cho rằng quan điểm theo Kitô giáo là không thể thực hiện được - một quan điểm phổ biến trong những người La Mã theo Kitô giáo thời đó.
Thánh Thomas Aquinas
Trong triết học chính trị, Aquinas là người tỉ mỉ nhất khi viết về nhiều luật lệ khác nhau. Theo như Aquinas, có bốn loại luật lệ khác nhau:
1) Luật vũ trụ của Thượng đế
2) Luật của Thượng đế theo Kinh Thánh
3) Luật tự nhiên hoặc những luật hành xử được chấp nhận khắp nơi trong chừng mực nào đó
4) Luật của con người hay là những luật đặc biệt chỉ áp dụng cho những hoàn cảnh cụ thể nào đó.
Magna Carta, được xem bởi nhiều người như là một nền tảng của nền tự do chính trị Anh-Mỹ, đưa ra rõ ràng quyền nổi lên chống lại những người cai trị vì công lý. Các văn bản khác tương tự như Magna Carta được tìm thấy ở các nước châu Âu khác như Tây Ban Nha và Hungary.